# 이존수
이존수(李存秀, 1772년 6월 5일 ~ 1829년 10월 14일)는 조선 후기의 문신이며, 본관은 연안(延安)이다. 조선 중기 때 좌의정을 지낸 월사 이정구(李廷龜)의 7대손이며 영의정 이천보의 손자이다. 부친은 이문원이다. 자는 성로(性老), 호는 금석(金石) 또는 연유(蓮游), 시호는 문익(文翼)이다.

## 생애
정조 때 문과에 급제하여 대교, 겸설서, 기사관, 각신에 이어 대교, 수찬을 거쳐 의정부검상, 직각, 대축을 지내고 원임직각에 이어 황해도관찰사가 되었다. 이후 이조참의와 홍문관부제학을 거쳐 이조참판, 전라도관찰사에 이어 다시 홍문관부제학, 검교직제학을 거쳐 다시 경상도관찰사에 이어서 이조참판과 승지를 지내고, 선혜청당상과 좌부빈객을 거쳐 의정부좌참찬, 한성부판윤, 사헌부대사헌, 이조판서를 지내고, 좌부빈객에 이어 사헌부대사헌, 이조판서를 지내고 좌부빈객을 다시 지낸 뒤, 형조판서, 공조판서, 예조판서, 호조판서를 두루 지내고 빈전 제조에 이어 사헌부대사헌을 지내고 빈궁제조에 이어, 사헌부대사헌으로 빈궁당상을 겸임했다. 이후 직제학, 예문관제학을 지내고 우빈객을 겸하다, 병조판서, 판의금부사, 형조판서, 한성부판윤에 이어 판의금부사를 다시 하고 함경도관찰사를 하다가 홍문관제학으로 좌부빈객을 겸하고 이후 호조판서를 겸하다가 의정부우의정이 되고, 우의정으로 서사관을 겸하다 판부사로 전직한 뒤 다시 좌의정에 이르렀다. 명문 출신으로 유배 한 번 없이 벼슬길이 순탄했다.

## 경력
- 1772년(영조 48년) 6월 5일, 출생
- 1790년(정조 14년) 9월 6일, 생원 및 진사 합격[2]
- 1794년(정조 18년) 2월 29일, 문과 과거시험 급제[3]
- 1794년(정조 18년) 3월 12일, 규장각 대교 겸 홍문관 정자
- 1799년(정조 23년) 4월 10일, 정9품 예문관 검열
- 1802년(순조 2년) 4월 29일, 정5품 의정부 검상
- 1803년(순조 3년) 6월 12일, 종2품 황해도 관찰사
- 1807년(순조 7년) 1월 3일, 정3품 이조 참의
- 1810년(순조 10년) 12월 13일, 종2품 이조 참판
- 1812년(순조 12년) 3월 11일, 종2품 경기도 관찰사
- 1814년(순조 14년) 6월 12일, 경상도 관찰사
- 1818년(순조 18년) 3월 10일, 정2품 의정부 좌참찬
- 1818년(순조 18년) 4월 1일, 형조 판서
- 1820년(순조 20년) 7월 12일, 이조 판서
- 1824년(순조 24년) 1월 13일, 종1품 판의금부사
- 1827년(순조 27년) 윤5월 19일, 정1품 의정부 우의정
- 1829년(순조 29년) 6월 11일, 의정부 좌의정
- 1829년(순조 29년) 10월 14일, 사망 (58세)[4]
- 1863년(철종 14년) 11월, 시호 문익(文翼)을 내림[5]

## 가족
- 고조부, 이중조(李重朝), 증좌찬성
  - 증조부, 이주신(李舟臣, 1674년 ~ ?), 군수[6]
  - 증조모, 광산(光山) 김씨(金氏), 김만기(金萬基)의 따님
    - 조부, 이천보(李天輔, 1698년 ~ 1761년), 문과 급제, 영의정, 시호 문간(文簡)
    - 조모, 은진(恩津) 송씨(宋氏), 송상유(宋相維)의 따님
      - 부, 이문원(李文源, 1740년 ~ 1794년), 문과 급제, 이조판서, 시호 익헌(翼憲)
      - 모, 청송(靑松) 심씨(沈氏), 심수(沈鏽, 1707년 ~ 1776년)의 따님
        - 큰형, 이유수(李有秀, 1765년 ~ ?), 생원
        - 작은형, 이재수(李在秀, 1770년 ~ 1822년), 문과 급제, 참판
        - 작은형수, 해주(海州) 오씨(吳氏), 오재소(吳載紹, 1739년 ~ 1811년)의 따님
          - 조카, 이긍우(李肯愚, 1802년 ~ ?), 문과 급제, 승지
          - 조카며느리, 안동(安東) 김씨(金氏), 영안부원군 김조순(金祖淳, 1765년 ~ 1832년) 따님, 시호 충문(忠文)

        - 본인, 이존수(李存秀, 1772년 ~ 1829년), 문과 급제, 좌의정, 시호 문익(文翼)
        - 아내, 반남(潘南) 박씨(朴氏), 현감 박홍수(朴弘壽)의 따님
          - 장자, 이노우(李魯愚)
            - 손자, 이오익(李五翼, 1769년 ~ ?)[7]

          - 장녀, 연안(延安) 이씨(李氏), 사위 형조판서 김영순(金英淳, 1798년 ~ ?)
          - 서자, 이경우(李慶愚)
          - 서녀1, 연안 이씨, 사위 현감 안계량(安季良)
          - 서녀2, 연안 이씨, 사위 주부 김병원(金炳阮)
          - 서녀3, 연안 이씨, 사위 정택선(鄭澤善)

        - 남동생1, 이우수(李友秀, 1776년 ~ ?), 문과 급제, 형조참판
        - 남동생2, 이규수(李奎秀, 1779년 ~ ?), 진사
        - 여동생, 연안 이씨, 매제 조득영(趙得永, 1762년 ~ 1824년), 문과 급제, 형조판서, 시호 문충(文忠)

      - 고모1, 연안 이씨, 고모부1 조경(趙璥), 문과 급제, 우의정, 시호 충정(忠定)
      - 고모2, 연안 이씨, 고모부2 오재순(吳載純, 1727년 ~ 1792년), 문과 급제, 이조판서, 시호 문정(文靖)
      - 고모3, 연안 이씨, 고모부3 서유방(徐有防, 1741년 ~ 1798년), 문과 급제, 이조판서, 시호 효간(孝簡)